# OSx86
OSx86 ist ein gemeinschaftliches Projekt, welches Informationen bereitstellt, um das eigentlich auf Apple-Computer angepasste und darauf beschränkte Betriebssystem macOS (ursprünglich „Mac OS X“) auf PCs anderer Hersteller ebenfalls lauffähig zu machen. Dies wurde erst möglich, nachdem Apple im Jahr 2005/2006 von PowerPC-Prozessoren von IBM und Motorola auf x86-Prozessoren von Intel umgestiegen ist, wie sie auch in den meisten PCs verwendet werden.
Computer, die nicht von Apple verkauft werden, aber trotzdem das von Apple produzierte Betriebssystem verwenden, werden auch Hackintosh genannt.